# Grewia cuspidatoserrata
Grewia cuspidatoserrata är en malvaväxtart som beskrevs av Karl Ewald Maximilian Burret. Grewia cuspidatoserrata ingår i släktet Grewia och familjen malvaväxter. Inga underarter finns listade i Catalogue of Life.